# Épimélides

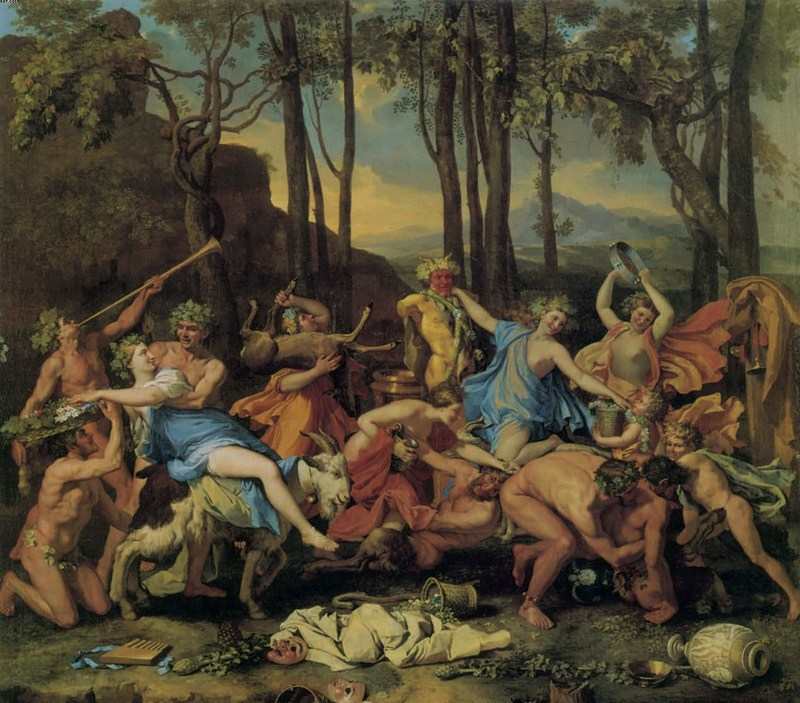
Poussin Le Triomphe de Pan.

Dans la mythologie grecque, les épimélides, mélides, ou encore épiméliades, sont les nymphes protectrices des pommiers et protectrices des moutons et des chèvres. 

## Fonction
Les épimélides sont des nymphes faisant partie de l'ensemble des dryades et hamadryades, plus précisément ce sont les nymphes des pommiers. Cependant, en grec ancien, le mot μηλον qui désigne la pomme, signifie aussi dans les textes grecs antiques, « mouton ». Cette traduction donne donc aussi aux épimélides la fonction de protectrice des moutons et des chèvres.

## Description
Les cheveux des épimélides sont blancs comme des fleurs de pommier ou, parallèlement, comme la laine de mouton.

### Sources
- Antoninus Liberalis, Métamorphoses [détail des éditions] (XXXI).
- Homère, Iliade [détail des éditions] [lire en ligne] (XX, 4).
- Hymnes homériques [détail des éditions] [lire en ligne] (V à Aphrodite, v. 4).
- Nonnos de Panopolis, Dionysiaques [détail des éditions] [lire en ligne] (XIV, 210).
- Ovide, Métamorphoses [détail des éditions] [lire en ligne] (XIV, 513).
- Pausanias, Description de la Grèce [détail des éditions] [lire en ligne] (VIII, 4, 2).
- Théocrite, Idylles (I, 22).